# Danforth (Maine)
Pour les articles homonymes, voir Danforth.
Danforth est une municipalité américaine située dans le comté de Washington dans l'État du Maine. Selon le recensement de 2020, Danforth compte 201 habitants.

## Géographie
|                                     | Weston                              |                                        |
| Bancroft                            | Danforth                            | Territoire non incorporé (Forest City) |
| Territoire non incorporé (Prentiss) | Territoire non incorporé (Brookton) | Territoire non incorporé (Tomah)       |

## Histoire
Le territoire de Danforth est attribué aux héritiers de Thomas Danforth, lord-propriétaire et président du district du Maine, après la mort de celui-ci en 1699. Danforth devient une municipalité le 17 mars 1860. Dans les années 1870, le village poursuit son développement grâce à l'arrivée du chemin de fer (European & North American Railroad).